# Chiesa di San Sebastiano (Nughedu San Nicolò)
La chiesa del XVII secolo sorge alla periferia ovest dell’abitato. Nell’Ottocento fu chiusa al culto e poi adibita a scuola. Agli inizi del Novecento una foto mostra la chiesa col tetto crollato. Dal 1957 al 1963, la parrocchiale fu temporaneamente trasferita presso la chiesa di S. Sebastiano, essendo state demolite tutte le altre tre chiese urbane per edificare la nuova parrocchiale che sarà consacrata nel 1963. Al suo interno è oggi conservato il simulacro di S. Espedito, nonché un bel altare ligneo del XVIII secolo (seppure non totalmente completo), proveniente dalla chiesa demolita della B.V. del Rosario, con tre nicchie affiancate con i simulacri della Madonna, di Cristo e, al centro, di S. Sebastiano; in alto presenta un’altra nicchia centrale con una Madonnina con Bambino; nella parte più bassa presenta due varchi centinati che consentono di accedere ad uno spazio retrostante l’altare.